# Heyrieux
Heyrieux – miejscowość i gmina we Francji, w regionie Owernia-Rodan-Alpy, w departamencie Isère.
Według danych na rok 1990 gminę zamieszkiwały 3872 osoby, a gęstość zaludnienia wynosiła 278 osób/km² (wśród 2880 gmin regionu Rodan-Alpy Heyrieux plasuje się na 228. miejscu pod względem liczby ludności, natomiast pod względem powierzchni na miejscu 847.).